# Scott Quinnell
Pour les articles homonymes, voir Quinnell.
Scott Quinnell est un joueur gallois de rugby à XV né le 20 août 1972 à Swansea, Pays de Galles.
Il occupait le poste de troisième ligne centre de l'équipe du Pays de Galles.

## Carrière
Scott est le fils de l'ancien international Derek  Quinnell. Ses deux frères plus jeunes que lui, Craig et Gavin pratiquent également le rugby à XV comme joueurs professionnels. Quinnell a rejoint les équipes de jeunes de Llanelli à 8 ans et fait ses débuts dans l'équipe première à 18 ans en 1990 contre Penygroes. Il joue pour Llanelli à 146 reprises, marquant 32 essais en tout.
Quinnell fait sa première apparition pour le Pays de Galles comme ailier dans un match remporté 26-24 contre l'Équipe du Canada de rugby à XV en 1993. Il contribue à la victoire en 1994 au Tournoi des Cinq Nations. Il marque les esprits lors du match face à la France, le 19 février 1994, en marquant un essai sur un exploit personnel après avoir attrapé la balle en touche, parcouru 40 mètres et bousculé pas moins de 3 joueurs français.
Doté d'un physique hors norme pour l'époque (1,93 m pour 125 kg), Scott Quinnell sera souvent le fer de lance du pack gallois pendant la décennie (1993 - 2002) où il porta le n° 8.
En 2001, il fut sélectionné pour jouer avec les Lions britanniques pour leur tournée en Australie. Il inscrivit un essai le 30 juin 2001 pour les Lions lors du premier test remporté 29 à 13 par les Britanniques.

## Clubs
- 1990-1994 : Llanelli RFC
- 1994-1996 : Wigan Warriors(Jeu à XIII)
- 1996-1998 : Richmond
- 1998-2005 : Llanelli RFC

## Palmarès
En sélection
- Tournoi des Cinq Nations :
  - Vainqueur (1) : 1994

Avec Llanelli
- Coupe d'Europe :
  - Demi-finaliste (2) : 2000 et 2002
- Championnat du pays de Galles : 
  - Champion (3) : 1993, 1999 et 2002
- Coupe du pays de Galles : 
  - Vainqueur (5) : 1991, 1992, 1993, 2000, 2003 et 2005
  - Finaliste (3) : 1994, 1999 et 2002

## Vie privée
Scott Quinnell a été diagnostiqué comme étant dyslexique à l'âge de 30 ans. Après avoir suivi un traitement thérapeutique pour surmonter ce handicap, il est devenu ambassadeur pour le "Welsh Dyslexia Project" une association galloise luttant contre la dyslexie. Quinnell a par ailleurs écrit son autobiographie où il revient sur sa dyslexie.
En août 2007, Quinnell se blesse grièvement au bras droit après une chute dans sa baignoire : l'éclat de la paroi vitrée de celle-ci lui sectionna le triceps.
Quinnel est marié et père de trois enfants.
Son frère cadet, Gavin QUINNELL (2,03 m pour 140 kg) a dû mettre un terme prématuré à sa carrière de joueur professionnel après avoir perdu l'usage de son œil gauche après un match du championnat gallois le 2 octobre 2010.

## Statistiques en équipe nationale
- 11 essais pour le Pays de Galles
- 7 fois capitaine